# О’Доннелл, Джеймс
Джеймс О’Доннелл (англ. James O'Donnell; 1774, Уэксфорд, Ирландия — 1830, Монреаль, Британская империя) — известный нью-йоркский и монреальский архитектор.

## Биография
Родился в Ирландии в 1774 году. Жил в семье ирландских иммигрантов. Ещё в младенчестве был доставлен в Нью-Йорк. В 1812 году О’Доннелл получил заказ на постройку дома в Нью-Йорке. Это был его первый архитектурный опыт. Вскоре последовали многие другие предложения. В 1824 году специально для строительства Нотр-дама де Монреаль Джеймс переехал в Канаду.